# Station Hamburg-Harburg Rathaus
Station Hamburg-Harburg Rathaus (Bahnhof Hamburg-Harburg Rathaus, kort Harburg Rathaus) is een spoorwegstation in de Duitse  plaats Hamburg. Het ligt in het stadsdeel Harburg en is onderdeel van de S-Bahn van Hamburg. Tevens is het station een bunker en schuilkelder bij luchtaanvallen.

## Functie als S-Bahnhalte
Het op 23 september 1983 geopende tunnelstation bevindt zich onder de Harburger Ring en is rond de 200 meter lang. Het bezit drie perronsporen en een keerspoor om treinen te laten kopmaken. Binnen de ondergrondse station bevindt zich het treindienstleidingpost "Hrf". Het station wordt door treinen van de lijnen S3 en S5 bediend.
Tijdens de bouw zijn twee begintunnels (welke in ruwbouw zijn) gebouwd, die als aftakking dienen voor een toekomstige lijn in de zuidwestelijke richting. Een daarvan bevindt zich oostelijk van de halte in de tunnel, de andere bevindt zich binnen het station bij de tunnelingang uit de richting Heimfeld. Doordat deze begintunnel in het station zichtbaar is, heeft men deze tunnelmond afgedekt.
Nadat de brandtrappen in 2006 vernieuwd werden, is het station in het jaar 2008 gerenoveerd met brandbeschermingsmaatregelen. Daarbij werd, zoals bij veel andere ondergrondse S-bahnstations van Hamburg is gebeurd, de plafondbekleding verwijderd om in geval van brand de rook meer ruimte te geven naar boven. Evenals bij andere haltes werd de doorgangshoogte in de trappenhuizen door middel van gipsplaatsen twee meter verlaagd om de nooduitgangen rookvrij te houden en de rook te verhinderen om via de trap andere ruimtes te bereiken.

## Functie als schuilkelder
Het perrongedeelte van het S-Bahnstation is tegelijk Hamburgs grootste schuilkelder. Bij een aanval kunnen 5.000 mensen er twee weken lang overleven. In diverse zijruimtes zijn er, uit meerdere verdiepingen bestaande, zogenaamde faciliteitenruimtes met omvangrijke sanitaire voorzieningen en bijvoorbeeld ook een grote keuken. Naast de drie perrons kunnen drie lange treinen stilstaan om als onderdak te bieden voor de inwoners van Harburg. In totaal is er 5.300 m² tot beschikking.
De toegang is, nadat de hoofdingang is afgesloten met een stalen deur, alleen door een luchtsluis mogelijk, die aan beide uiteinde verborgen is. De spoortunnel wordt afgesloten door zes zware staaldeuren die hydraulisch gesloten worden. Het drinkwater wordt geleverd via een ondergrondse bron, welke wordt opgepompt via een dieselgenerator. Er is totaal 50.000 liter diesel opgeslagen. De bron is nu beveiligd, omdat anders bij een hoge grondwaterstand de tunnel zal vollopen. De lucht wordt ververst via een luchtfilter.
De bunker was tot het einde van de Koude Oorlog direct te gebruiken, vandaag is er daarvoor een halfjaar voorbereiding nodig. Onder de levensmiddelenafdeling van Karstadt bevindt zich een opslagplaats die, zoals bij veel bunkers, bij een aanval gebruikt kan worden als toevoer van levensmiddelen. De laatste volledige renovatie vond in 2001 plaats. Door de nalatigheid van het onderhoud in de jaren 90 was het creëren van een overdruk niet meer mogelijk, waardoor het twijfelachtig is of de schuilkelder volledig gebruikt kan worden. 
In de herfst van 2015 werden de stapelbedden en stoelen uit de bunker gehaald, om te gebruiken voor de vluchtelingen.

## Bediening
De volgende S-Bahnlijnen doen station Harburg Rathaus aan:
| Serie | Treinsoort        | Route | Bijzonderheden |
| ----- | ----------------- | --- | -------------- |
|       | S-Bahn (DB Regio) | Pinneberg – Elbgaustraße – Eidelstedt – Altona – Hauptbahnhof – Harburg – Harburg Rathaus – Neugraben          |                |
|       | S-Bahn (DB Regio) | Elbgaustraße – Eidelstedt – Dammtor – Hauptbahnhof – Harburg – Harburg Rathaus – Neugraben – Buxtehude – Stade |                |

Hamburg Hauptbahnhof ·
Hamburg-Hammerbrook ·
Hamburg-Veddel · 
Hamburg-Wilhelmsburg ·
Hamburg-Harburg ·
Hamburg-Harburg Rathaus ·
Hamburg-Heimfeld ·
Hamburg-Neuwiedenthal ·
Hamburg-Neugraben